# Шкляры (Малопольское воеводство)
Шкля́ры (пол. Szklary) — село в Польше в сельской гмине Ежмановице-Пшегиня Краковского повета Малопольского воеводства.

## География
Село располагается в 7 км от административного центра гмины села Ежмановице и в 21 км от административного центра воеводства города Краков.
Село находится в средней части Шклярской долины, которую пересекает Олькушская возвышенность, являющаяся частью Краковско-Ченстоховской возвышенности. В нижней части Шклярской долины протекает река Шклярка. К югу от села находятся Писарский лес и Лес «Кнопувка».
Наивысшей точкой села является скала под названием «Бродло». Село состоит из нескольких частей, имеющих собственное наименования: Дул, Гура, На-Бродле и Под-Бродлем.

## История
Первое упоминание о селе относится к 1329 году, когда оно называлось как Гутница (Hutnica). С 1400 года оно упоминается под современным наименованием. С 1470 года село было собственностью польской короны. В 1590 году Шкляры перешли во владение ойцовского старосты Мартина Боженцкого. В 1792 году в селе проживало 290 жителей, в том числе 5 евреев. В это время в селе была усадьба, пивоварня, мельница и корчма. 5 апреля 1863 года во время польского восстания около села произошло сражение между повстанцами и российскими войсками, во время которого погибли около 500 повстанцев.
В 1975—1998 годах село входило в состав Краковского воеводства.

## Население
По состоянию на 2013 год в селе проживало 636 человек.
| 2010 | 2013 |
| ---- | ---- |
| 635  | 636  |

| Перепись  | Всего   | Всего | Женщины | Женщины | Мужчины | Мужчины |
| --------- | ------- | ----- | ------- | ------- | ------- | ------- |
| Единицы   | человек | %     | человек | %       | человек | %       |
| Население | 636     | 100   | 315     |         | 321     |         |

## Социальная структура
В селе действует начальная школа.

## Туризм

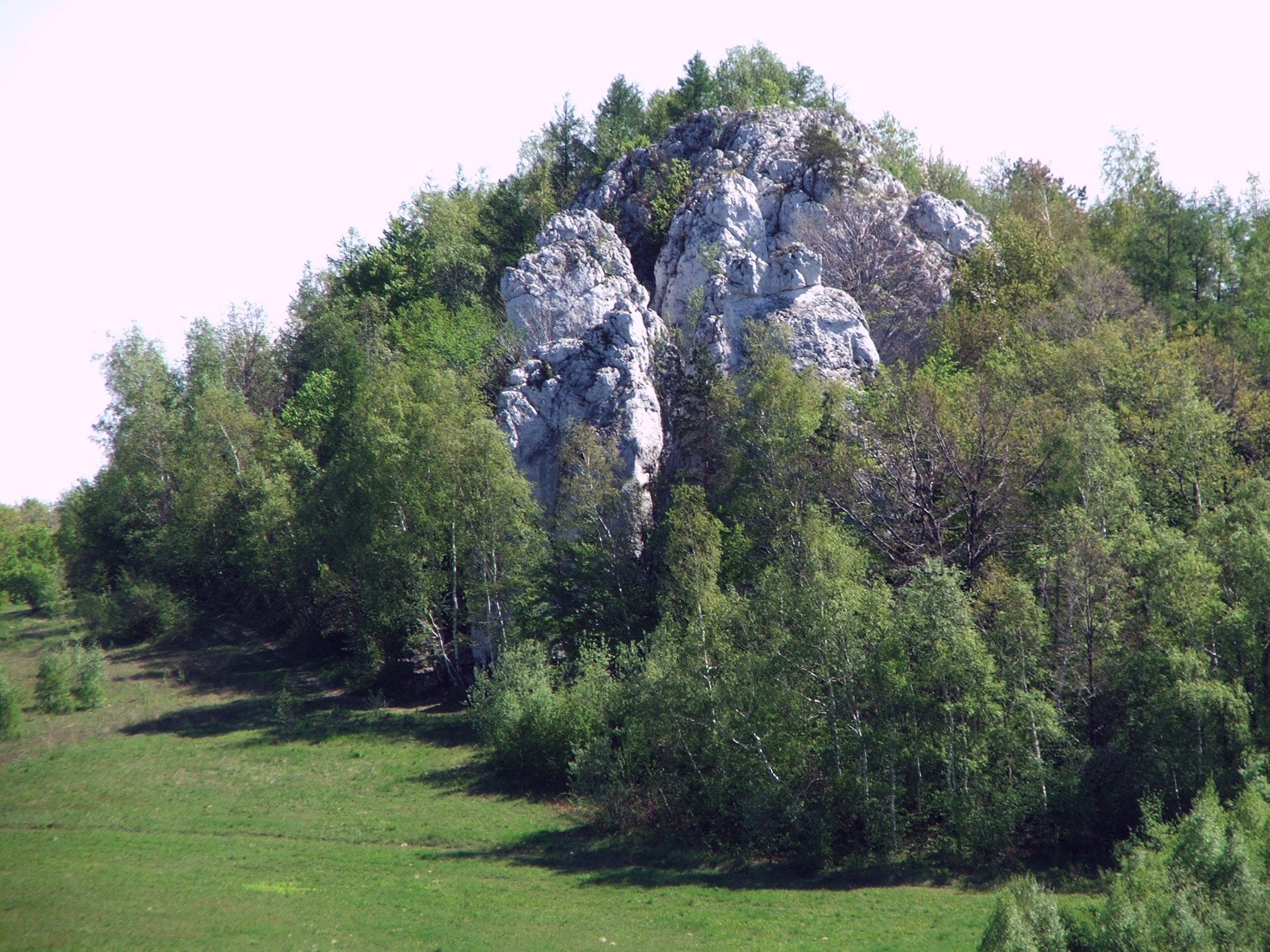
Скалы «Виткове-Соколики»

Территория села полностью включена в состав ландшафтного парка «Долинки-Краковске».Через село проходят несколько пешеходных и велосипедный туристический маршрут. Около села находится заповедник «Долина Шклярки» с пещерой «Часны-Авен». В селе находится один из пунктов Малопольского геотуристического пути.
Пешие туристические маршруты
- «Красный маршрут» отправляется в восточную сторону от села и проходит через заповедник «Долина Шклярки». Маршрут поднимается на вершину Олькушской возвышенности, с которой открывается обширный пейзаж в юго-восточном направлении. Потом маршрут спускается в низ Шклярской долины и проходит по западному склону долины около скал Виткове-Соколики, Лыса-Гура, Хохолове-Скалы, Цицувка, Букова-Гура, Вилисове-Скалы и Лися-Яма. Около Буковой-Гуры располагается информационная табличка, сообщающая о процессе образования пещеры «Шероки-Авен».
- «Жёлтый маршрут», начинающийся из Ойцовском национальном парке, проходит через Шкляры, заповедник «Долина Рацлавки» и далее — до села Пачултовице в гмине Кшешовице.
- В селе заканчивается «Чёрный маршрут», начинающийся в селе Радвановице.

Велосипедный туристический маршрут
- «Голубой маршрут». Начинается в Ойцовском национальном парк и, проходя через Шкляры, заканчивается в селе Рацлавице.

## Достопримечательности
- Церковь святого Максимилиана Кольбе.
- Сельское кладбище